# Ualabi llebre de bandes
El ualabi llebre de bandes (Lagostrophus fasciatus) és un marsupial que actualment viu a les illes Bernier i Dorre cap a l'oest d'Austràlia. Recentment se n'ha establert una petita població a l'illa Faure que sembla tenir èxit. És l'única espècie vivent del gènere Lagostrophus i de la subfamília dels lagostrofins.